# Manay
Manay (Bayan ng Manay) är en kommun i Filippinerna. Kommunen ligger på ön Mindanao, och tillhör provinsen Davao Oriental. Folkmängden uppgår till 36 697 invånare.

## Barangayer
Manay är indelat i 17 barangayer.
| - Capasnan - Cayawan - Central (Pob.) - Concepcion - Del Pilar - Guza - Holy Cross - Mabini - Manreza | - Old Macopa - Rizal - San Fermin - San Ignacio - San Isidro - New Taokanga - Zaragosa - Lambog |